# Tatzenkreuz

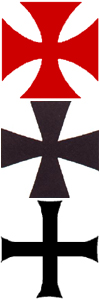
Tatzenkreuze (das dritte ähnlich dem Prankenkreuz)

Ein Tatzenkreuz, auch Templer-, Hanse- oder Kanonenkreuz genannt, ist ein gleicharmiges griechisches Kreuz mit sich verbreiternden Balkenenden. Auch die Namen Mantuanisches Kreuz und ausgerundetes Kreuz sind gebräuchlich.

## Name und Varianten
Der Name Tatzenkreuz bezieht sich allgemein auf die Verdickungen an den Balkenenden. Templerkreuz bezieht sich auf den Templerorden. Das ursprüngliche alte Weihekreuz (Apostelkreuz, päpstliches Kreuz, crux signata)  ist nimbiert. Den Namen Kanonen- oder Mantuakreuz hat es vom österreichischen Armeekreuz für 1813/14 und dem Bezug zum Freiheitskampf der Tiroler von 1809/10 gegen Napoleon.
Von der eigentlichen Form des Tatzenkreuzes mit gebogenen Außenlinien der Kreuzarme unterscheidet sich das geradarmige Tatzenkreuz .
Das Malteserkreuz bzw. Johanniterkreuz  wiederum ist eine Abwandlung dieser Kreuzform und hat Einkerbungen an den Enden der Kreuzbalken. Die stark abgesetzten Formen ähneln dem Prankenkreuz , die Benennung der Darstellung hat dann vorrangig Bezug zu Herkunft und Bedeutung des Kreuzes.

Wappen von Lingolsheim/Elsass

Wappen von Bettlach SO, Tatzenkreuz mit spitzem Stamm

Des Weiteren ist das Tatzenkreuz in den verschiedensten abgewandelten Formen zu finden, so unter anderem in Wappen, Fahnen, auf Runensteinen und Orden. Ist es am unteren Arm spitzauslaufend, wird es Nagelspitzenkreuz genannt und ist eine Form des Steckkreuzes. Ein Viereck in der Kreuzmitte macht es zum quadrierten Tatzenkreuz. Werden an den Armenden mittig Spitzen angebracht, nennt man es Nagelspitzentatzenkreuz.
Viele Bistümer und Abteien führen das Tatzenkreuz in unterschiedlichen Tinkturen (Farbgebungen) in ihren Wappen.
Ein anderer eher selten verwendeter Begriff für das Tatzenkreuz ist „mantuanisches Kreuz“. Verwendung findet es im Wappen des Herzogtums Mantua.

## Verwendung

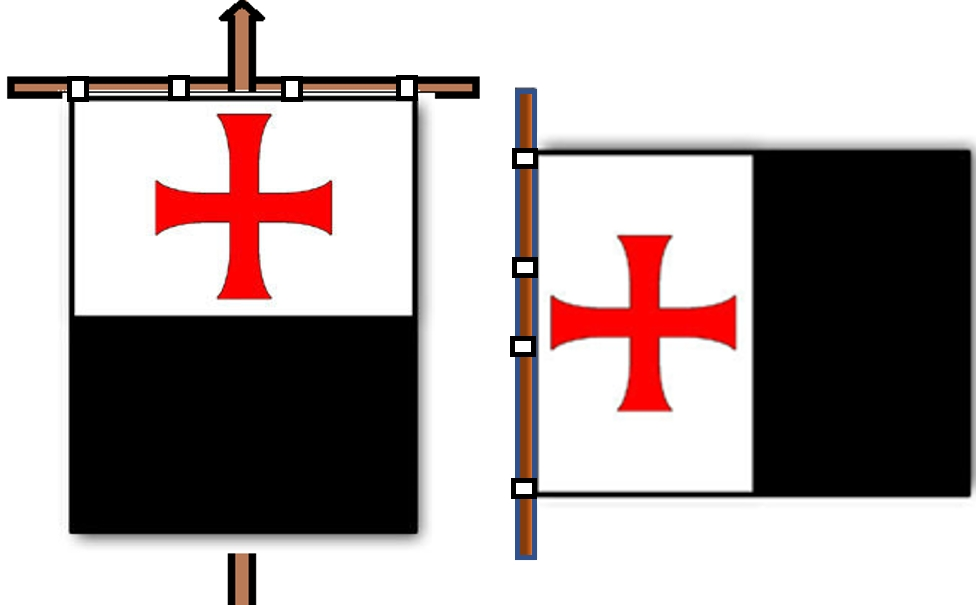
Banner der Templer

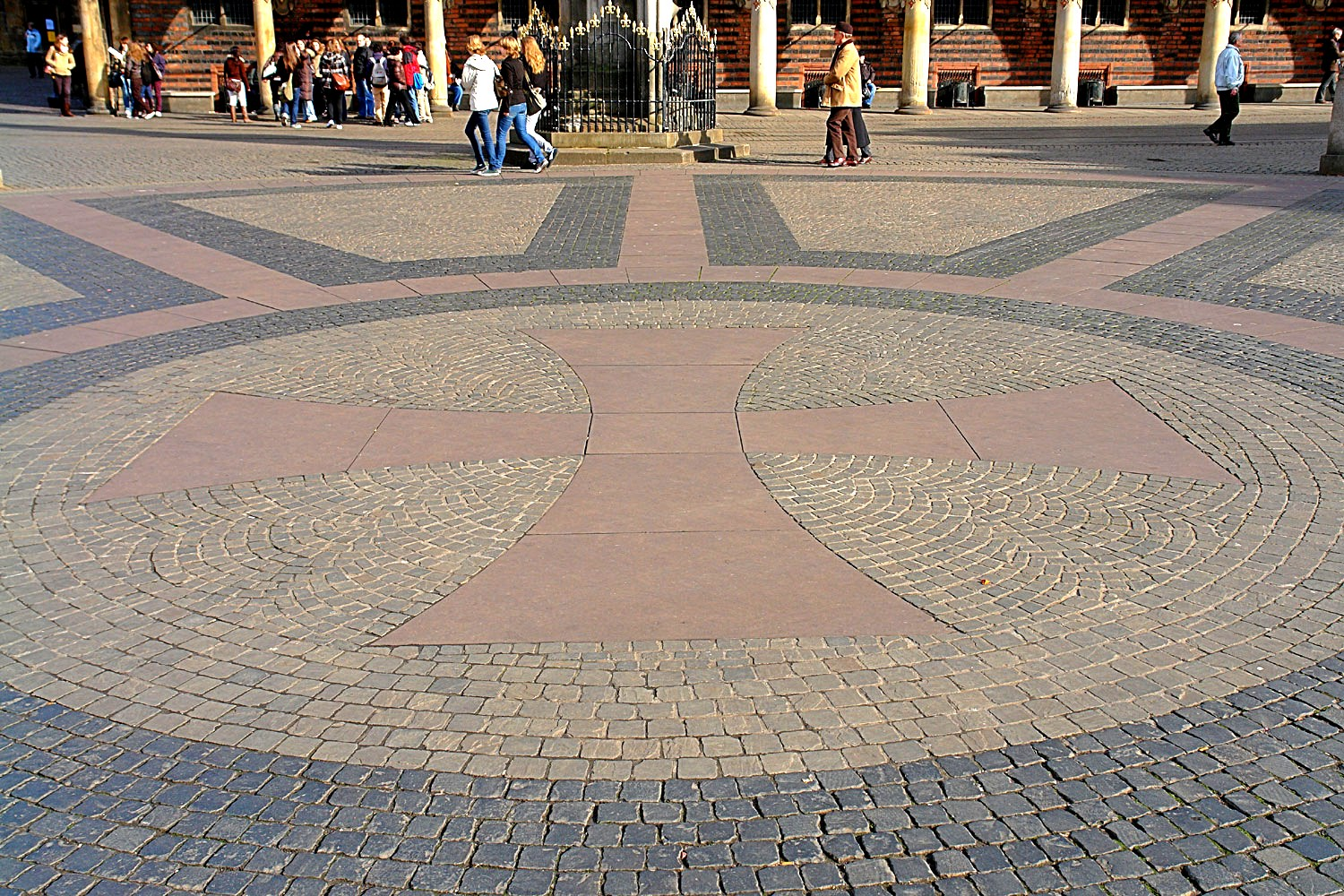
Das Hansekreuz auf dem Bremer Marktplatz vor dem Roland

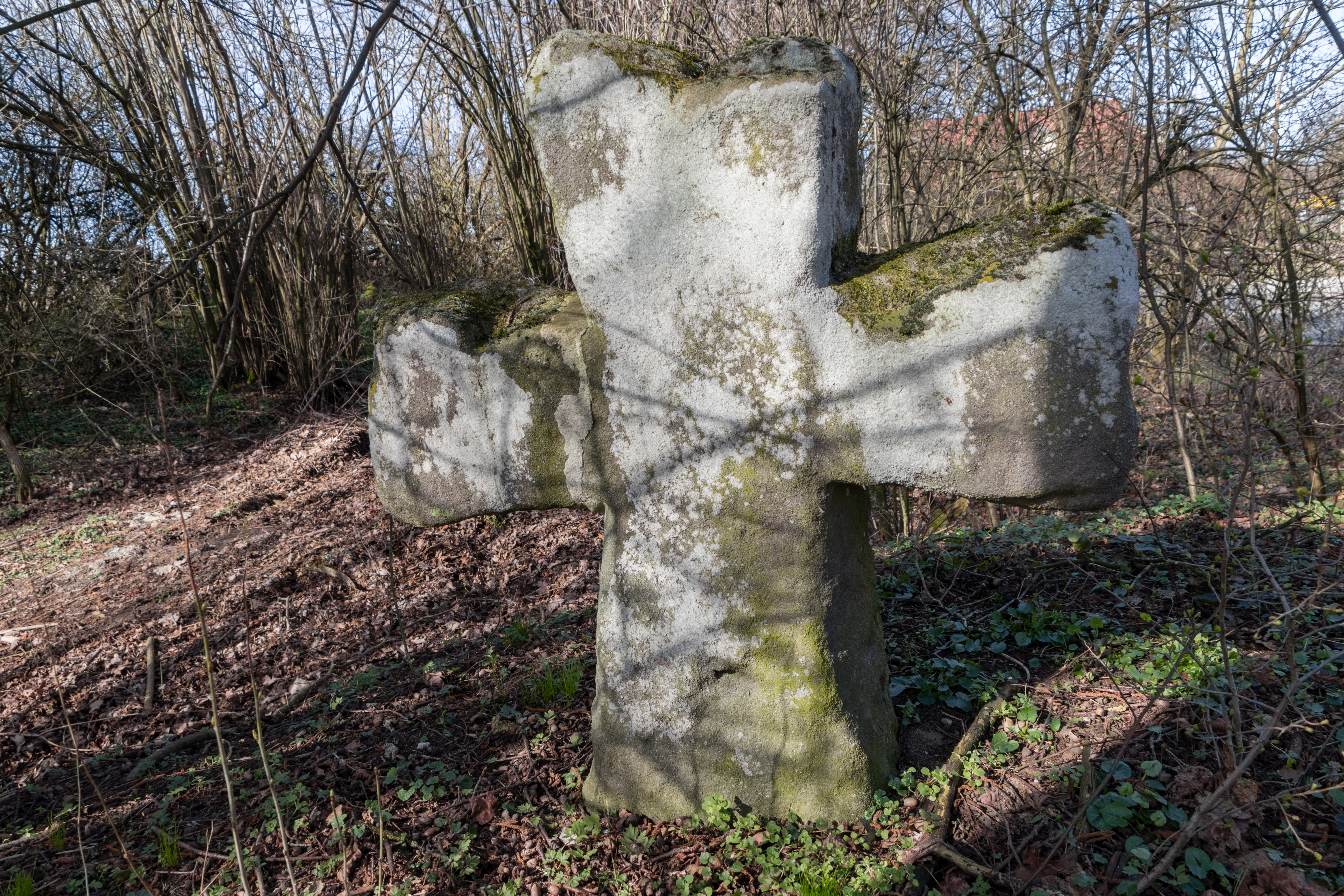
Sühnekreuz in Form eines Tatzenkreuzes

Das Tatzenkreuz war in roter Farbe auf weißem Grund das Wappen des Templerordens und fand sich auch auf der schwarz-weißen Templerfahne (auch Baucent oder Beauceant genannt). Ursprünglich war das rote Kreuz auf weißem Grund allein den Kreuzfahrern vorbehalten. Der Schutzpatron des Templerordens zur Zeit seiner Gründung, Bernhard von Clairvaux, erreichte beim Papst für die Templer das Recht, ebenfalls das Kreuzfahrerkreuz tragen zu dürfen, mit dem Argument, der Orden befände sich im permanenten Kreuzzug.
Die vom Deutschen Orden benutzte andere Form des Tatzenkreuzes mit geraden Armen, die nur am äußeren Ende verbreitert sind, wird auch Prankenkreuz genannt. Seine Farben waren schwarz auf weißem Grund.
Das Eiserne Kreuz und das Hoheitszeichen der Bundeswehr haben ebenfalls die Form eines Tatzenkreuzes, werden aber im Allgemeinen nicht so bezeichnet.
Auch die k.u.k. Luftfahrtruppen der Armee Österreich-Ungarns benutzten ein Tatzenkreuz, das in der österreichischen Monarchie seit den Napoleonischen Kriegen in Verwendung war, von 1915 bis 1918 als Hoheitssymbol für ihre Flugzeuge.
Wallis und Futuna führte zeitweise ein Tatzenkreuz in Flagge und Wappen, im Wappen von Hinterstoder wird es ebenfalls verwendet.
Das Tatzenkreuz wird auch als Hansekreuz bezeichnet und findet sich meist rot in Logos und Wappen:
- im Logo der Deutschen Gesellschaft zur Rettung Schiffbrüchiger
- in der Flagge der ehemaligen Reederei Deutsche Dampfschifffahrts-Gesellschaft „Hansa“
- im ehemaligen Stadtwappen von Bremen-Vegesack und in Bremerhaven
- als Segelzeichen der Hansa-Jolle
- in der Schiffsklassenangabe des Germanischen Lloyd
- im Wappen der Hansestadt Stralsund
- Wappen des Ortsteils Oidtweiler (Stadt Baesweiler)

Hansekreuz der DGzRS
Tatzenkreuz des Templerordens
Templerkreuz des Freimaurerordens
Wappen von Groß Disnack
Wappen von Münsterlingen TG
Wappen von Stralsund
Flagge der Reederei „Hansa“
Wappen von Oidtweiler (Stadt Baesweiler)

## Schriftzeichen
In Unicode ist im Block Dingbats als U+2720 maltese cross ein Zeichen enthalten, dessen in den Codetabellen verwendete Glyphe jedoch tatsächlich ein Tatzenkreuz darstellt.